# Anzia Yezierska
Anzia Yezierska, född på 1880-talet i byn Plinsk, utanför Warsawa, död 1970, var en polsk-amerikansk författare med judisk bakgrund. Hennes verk belyser ofta verkligheten invandrare ställdes inför när de anlände till USA. De kretsar även ofta kring temat hunger, både en fysisk hunger för mat och en mer metaforisk hunger för säkerhet, utbildning, och mening - för den amerikanska drömmen med andra ord.

## Biografi
Anzia Yezierska födelsedatum är okänt och hennes dotter hävdar att hon ofta ändrade detaljer från sitt förflutna under intervjuer för att kompensera för att hon började skriva så sent i livet. Hon anlände dock till USA år 1898 tillsammans med sin familj som bosatte sig i Lower East Side på Manhattan.
Anzia Yezierskas far spenderade sin tid med att studera Toran medan mamman arbetade för att tjäna pengar till familjen. Likadeles uppmuntrades hennes bröder att studera medan hon förväntades jobba. Trots att hennes familj inte uppmuntrade hennes studier lyckades Anzia Yezierska komma in på ett kandidatprogram vid Columbia University utan ett slutbetyg från gymnasiet. Där studerade hon litteratur och filosofi innan hon började arbeta som lärare. Hon jobbade som lärare från 1908 till 1913 och började sedan att skriva skönlitteratur med självbiografiska inslag.
Anzia Yezierska gifte sig för första gången år 1910 med Jacob Gordon. Han ansökte dock om en upplösning av äktenskapet redan dagen efter då hon insåg att hon inte varit redo för den fysiska aspekten av ett giftermål. Året efter gifte hon sig igen, denna gången med Arnold Levitas. Tillsammans fick de en dotter, Louise, 1912. Dock var det inget lyckligt äktenskap. 1916 åkte Anzia Yezierska och dottern till San Francisco och paret skiljde sig kort därefter. 1917 träffade hon sitt livs kärlek, John Dewey, som hon fick det att fungera med trots att han var ungefär 20 år äldre än henne. Det var John Deweys uppmuntran som fick Anzia Yezierska att börja skriva.

## Karriär
Anzia Yezierskas första bok, Hungry Hearts, publicerades 1920 och består av en samling av korta historier om personer från Lower East Side. Centrala teman är judendom, invandring, den amerikanska drömmen, samt patriarkat. Karaktärerna påminner en hel del om författaren och en del av deras historier har tydliga självbiografiska inslag. Publiceringen av denna bok gav Anzia Yezierska en stund i rampljuset och boken blev även film. Hennes första roman, Salome of the Tenements, publicerades 1923 och handlar om en kvinna från arbetsklassen som blir förälskad i en man från medelklassen. Även denna bok blev film.
Hennes mästerverk, Bread Givers (1925), använder hennes egen familjs bakgrund som utgångspunkt. Boken handlar om en ung flicka som växer upp i en familj med en fader som studerar Toran, en mamma som jobbar, och som vill inget hellre än att kunna försörja sig själv och förtjäna sin plats i samhället. Precis som AnziaY ezierska, väljer protagonisten att jobba sin väg genom universitetet och blir slutligen en lärare och förälskar sig i en äldre akademiker. Denna bok demonstrerar även Anzia Yezierskas talang för att skriva med en invandrardialekt samt att kombinera engelska med yiddish.